# Локалита Бинделина (Новара)
Локалита Бинделина је насеље у Италији у округу Новара, региону Пијемонт.
Према процени из 2011. у насељу је живело 28 становника. Насеље се налази на надморској висини од 315 м.